# Sukkerchok
Sukkerchok var en dansk popgruppe bestående af Kat Stephie Holst, Malene Qvist og Simone Cameron, der oprindeligt eksisterede fra 2008-2011 og herefter igen i 2020. Fra 2010-2011 var Tina Inez Gavilanes Granda også en del af gruppen. 
Det er kendt for nummeret "Hvor som helst – når som helst", titelmelodien til den femte sæson af realityshowet Paradise Hotel, og har medvirket i Dansk Melodi Grand Prix to gange. Gruppen har udgivet to studiealbums.

## Historie
Gruppen blev dannet som en trio af Kat Stephie Holst, Malene Qvist og Simone Cameron. Indtil 10. marts 2010 var sangerinden Inez en del af gruppen, som oprindeligt blev sammensat for at lægge vokal til "Hvor som helst – når som helst", titelmelodien til den femte sæson af realityshowet Paradise Hotel. Sangen blev en stor succes; den solgte guld, og lå 26 uger på den danske single-hitliste, med en fjerdeplads som den højeste placering.
Efterfølgende har gruppen deltaget i Dansk Melodi Grand Prix to gange; i 2009 med sangen "Det' det", som fik en delt tredjeplads, og i 2010 som wildcard med sangen "Kæmper for kærlighed", som ikke gik videre fra den indledende runde. I oktober 2011 modtog "Det' det" guld for 15.000 downloads.
Gruppen udgav i 2009 sit debutalbum  der bl.a. indeholder sangene "Hvor som helst – når som helst", der samtidigt er albummets titel, samt "Det' det". Albummet gik ind som #5 på den danske album-hitliste , og har solgt guld.
Simone Cameron blev medlem af gruppen den 3. september 2010 efter gruppens medvirken i Go' Morgen Danmark, hvor de søgte et tredje medlem efter Tina Inez Gavilanes Granda havde forladt gruppen. Simone Cameron vandt i den afsluttende finale over to andre piger, ud af et deltagerfelt på 50. Simone er datter af Debbie Cameron og barnebarn af afdøde Etta Cameron. Den 4. september 2010 udkom singlen "De 1000 drømmes nat", gruppens første udgivelse med Simone som medlem. Sukkerchok udsender den 18. oktober 2010 deres andet studiealbum, De 1000 drømmes nat.
I september 2011 meddelte gruppen at de vil holde pause på ubestemt tid.
I marts 2020 annoncerede gruppen, at den var gendannet efter en pause på ni år. De udtalte også at de snart ville gå i studiet for at indspille ny musik. Trods udmeldingen er der pr. 2024 ikke udkommet ny musik fra gruppen eller planlagt nogen turné. Gruppen betragtes som være gået i opløsning igen.

## Medlemmer

### Tidligere medlemmer
- Kat Stephie Holst: (2008-2011, 2020)
- Malene Qvist: (2008-2011; 2020)
- Tina Inez Gavilanes Granda: (2008-2010, 2020)

- Simone Cameron: (2010-2011)

## Diskografi

### Album
| År   | Titel                          | Højeste placering | Certificering |
| År   | Titel                          | DK                | Certificering |
| ---- | ------------------------------ | ----------------- | ------------- |
| 2009 | Hvor som helst - når som helst | 5                 | - Guld        |
| 2010 | De 1000 drømmes nat            | 34                |               |

### Singler
| 2009                                                     | "Hvor som helst - når som helst" | 4  | - Guld | Hvor som helst – når som helst |
| 2009                                                     | "Det' det"                       | 5  | - Guld | Hvor som helst – når som helst |
| 2009                                                     | "Hele julenat – hele juledag"    | —  |        | ikke-album single              |
| 2009                                                     | "Besat"                          | —  |        | Hvor som helst – når som helst |
| 2010                                                     | "Kæmper for kærlighed"           | —  |        | ikke-album single              |
| 2010                                                     | "Sukkerbold"                     | —  |        | ikke-album single              |
| 2010                                                     | "De 1000 drømmes nat"            | 15 |        | De 1000 drømmes nat            |
| 2011                                                     | "Tænder mig"                     | —  |        | De 1000 drømmes nat            |
| 2012                                                     | "Kold som is"                    | —  |        | ikke-album single              |
| "—" markerer en udgivelse der ikke opnåede en placering. |                                  |    |        |                                |